# Strontiumselenid
Strontiumselenid ist eine anorganische chemische Verbindung des Strontiums aus der Gruppe der Selenide.

## Gewinnung und Darstellung
Strontiumselenid kann durch Reaktion von Strontiumselenit in einer Ammoniakatmosphäre bei 800 °C oder mit Wasserstoff gewonnen werden.
{\displaystyle {\ce {2 NH3 + SrSeO3 -> SrSe + 3H2O + N2}}}
Ebenfalls möglich ist die Gewinnung durch Reaktion von Strontiumselenat mit Wasserstoff
{\displaystyle {\ce {4 H2 + SrSeO4 -> SrSe + 4 H2O}}}
oder durch die Reaktion von Strontiumoxid mit Selen bei erhöhten Temperaturen.
{\displaystyle {\ce {2 SrO + Se -> SrSe + SeO2}}}
Dünne Schichten können auch durch direkte Reaktion aus den Elementen gewonnen werden.
Ebenfalls möglich ist die Darstellung durch Reaktion von in flüssigem Ammoniak gelöstem Strontium mit Selenwasserstoff.

## Eigenschaften
Strontiumselenid ist ein weißer kristalliner Feststoff. Er zersetzt sich an feuchter Luft und färbt sich rötlich durch sich bildendes Selen. In Wasser bzw. Salzsäure zersetzt sich die Verbindung unter Bildung von Selen bzw. Selenwasserstoff. Er besitzt eine orthorhombische Kristallstruktur mit der Raumgruppe Fm3m (Raumgruppen-Nr. 225). Bei hohen Drücken wandelt sich diese in eine Cäsiumchloridstruktur um.

## Verwendung
Strontiumselenid wird als durch Infrarotlicht stimulierbare Leuchtstoffe verwendet. Dazu wird die Verbindung mit Samarium, Cer oder Europium dotiert.